# Тондракийцы
Тондракийцы (тондракиты) (арм. Թոնդրակյաններ) — христианско-гностическая секта, возникшая в Армении в середине IX века, отрицавшая бессмертие души и во многом носившая антифеодальный характер.

## История
Религиозное движение тондракийцев возникло в 830-е годы севернее озера Ван, в районе горы Тондрак (тур. Тендюрек) (от чего и получило своё название), в Западной Армении. На своём начальном этапе идеология движения носила резкий антицерковный характер. Члены секты жили небольшими коммунами, подражая первым христианам, преследовавшимся в Римской империи в I—III веках. Основатель движения Смбат Зарехаванци учил «упразднить всех священников». Считая себя истинно верующими христианами, тондракийцы отвергали как идолопоклонство поклонение кресту, посещение литургии, а также сам институт церкви и священства. Члены секты требовали также уважения прав крестьянства и равноправия мужчин и женщин.
В 872 году Византией было разгромлено западно-армянское движение павликиан, и многие из них бежали в Восточную Армению, заметно повлияв на воззрения тондракийцев. Движение охватило не только на области Западной Армении — Тарон, Мананали и Харк, но также распространилось в X веке на территории Восточной Армении — Ширак, Сюник, Айрарат и даже на Месопотамию.
Тондракийское движение постепенно пошло на спад во второй половине XI столетия после того, как пало Анийское царство Багратидов. К этому времени влияние этого религиозного направления распространилось не только в крестьянской среде, но и среди горожан, части дворянства и духовенства. В XI же веке секта распалась на 3 части.
При этом, на территории восточной Армении следы павликиан прослеживаются до сер. XIX века. Британский исследователь Конибер (Frederick Cornwallis Conybeare) зафиксировал дискуссии между павликианами и армяно-григорианским епископом в 1837 году.
История движения тондракийцев сохранилась благодаря подробному её описанию армянским историком Аристакесом Ластиверци.
Духовным продолжением павликан и тондракийцев являются катары, альбигойцы, богомилы и иные влиятельные еретические движения эпохи Средневековья.
В 1967 году композитор Григор Ахинян написал на стихи Ваагна Давтяна ораторию «Тондракийцы».

## Верования
В десятом веке армянский богослов Григор Нарекаци сделал описание тондракийских доктрин в своих Letter to the Abbot of Kchaw Concerning the Refutation of the Accursed Tondrakians (Письма аббату Кхау, касающиеся опровержения ненавистных тондракийцев). Помимо прочих обвинений он выделил следующие:
1. Они отрицают наши духовные саны, которые нам послали апостолы от Христа.
2. Они отрицают Святое Причастие, как подлинные тело и кровь Христа.
3. Они отрицают наше крещение, называя святую воду не более чем водой.
4. Они рассматривают Воскресенье на один уровень со всеми другими днями.
5. Они отказываются от коленопреклонения.
6. Они отрицают поклонение кресту.
7. Они предписывают друг другу и следующим за ними само-посвящение в духовенство.
8. Они не принимают брак как клятву.
9. Они отвергают матаг (церемониальный убой животных для пищи), так как для них это иудейское мероприятие
10. Они сексуально беспорядочны.